# Osa commoni
Osa commoni är en tvåvingeart som beskrevs av Paramonov 1958. Osa commoni ingår i släktet Osa och familjen Pyrgotidae. Inga underarter finns listade i Catalogue of Life.